# Alessio Bertaggia
Alessio Bertaggia (* 30. Juli 1993 in Lugano) ist ein Schweizer Eishockeyspieler, der seit Juli 2025 erneut beim HC Lugano aus der Schweizer National League unter Vertrag steht und dort auf der Position des Flügelstürmers spielt. Zuvor war Bertaggia unter anderem für den EV Zug und Genève-Servette HC, mit dem er im Jahr 2023 die Schweizer Meisterschaft gewann, in derselben Liga aktiv. Sein Vater Sandro war ebenfalls professioneller Eishockeyspieler.

## Karriere
Alessio Bertaggia begann seine Karriere beim HC Lugano, für den Vater über viele Jahre gespielt hatte. Während der Saison 2010/11 debütierte er in der National League A (NLA) und absolvierte bis zum Ende der Saison 29 Spiele, in denen er vier Scorerpunkte sammelte. Im Sommer 2010 nahm er in Nordamerika an einem Trainingslager der Portland Winterhawks teil, das Team, für das seine Landsleute Nino Niederreiter und Sven Bärtschi damals spielten. Ein Jahr später wurde er von den Brandon Wheat Kings in der ersten Runde des CHL Import Drafts ausgewählt. Er wechselte zur Saison 2011/12 zu den Wheat Kings in die Western Hockey League (WHL). Mitte der Spielzeit 2012/13 wechselte der Schweizer innerhalb der WHL zu den Spokane Chiefs. Insgesamt absolvierte er 93 Spiele in der WHL, in denen er 84 Punkte sammelte.
Im Dezember 2012 entschied Bertaggia sich, zur Saison 2013/14 wieder nach Europa zurückzukehren und erhielt einen Zweijahresvertrag beim EV Zug. Im November 2014 wurde Bertaggia im Rahmen eines Spielertausches an den HC Lugano abgegeben, im Gegenzug wechselte Dominik Schlumpf zum EVZ. Zur Saison 2022/23 wechselte der Offensivspieler per Fünfjahresvertrag zum Genève-Servette HC. Mit Genf gewann Bertaggia im Frühjahr 2023 die Schweizer Meisterschaft, gefolgt von der Champions Hockey League im Jahr darauf. Trotz gültigen Vertrags verliess er den GSHC im Frühjahr 2025 und kehrte zu seinem Ausbildungsverein HC Lugano zurück.

### International
International spielte Alessio Bertaggia für die Schweiz bei der U18-Junioren-Weltmeisterschaft 2011. Ein Jahr später vertrat er erstmals die U20-Auswahl bei der Junioren-Weltmeisterschaft. Bei der U20-Junioren-Weltmeisterschaft 2013 erreichte das U20-Nationalteam den sechsten Platz und Bertaggia steuerte zu diesem Ergebnis zwei Tore bei.
Im Seniorenbereich debütierte Bertaggia während der Saison 2014/15. In Rahmen der Vorbereitung der Weltmeisterschaft 2019 überzeugte er mehrfach als Torschütze und erhielt daher eine Nominierung für den erweiterten Turnierkader. Letztlich wurde er aber nicht für das Turnier registriert, nachdem Nino Niederreiter nachnominiert worden war.

## Erfolge und Auszeichnungen
- 2023 Schweizer Meister mit dem Genève-Servette HC
- 2024 Champions-Hockey-League-Gewinn mit dem Genève-Servette HC

## Karrierestatistik
Stand: Ende der Saison 2024/25

### International
Vertrat die Schweiz bei:
- U18-Junioren-Weltmeisterschaft 2011
- U20-Junioren-Weltmeisterschaft 2012
- U20-Junioren-Weltmeisterschaft 2013

(Legende zur Spielerstatistik: Sp oder GP = absolvierte Spiele; T oder G = erzielte Tore; V oder A = erzielte Assists; Pkt oder Pts = erzielte Scorerpunkte; SM oder PIM = erhaltene Strafminuten; +/− = Plus/Minus-Bilanz; PP = erzielte Überzahltore; SH = erzielte Unterzahltore; GW = erzielte Siegtore; 1 Play-downs/Relegation; Kursiv: Statistik nicht vollständig)